# Hrabstwo York (Nebraska)

Piramida wieku hrabstwa

Hrabstwo York (ang. York County) – hrabstwo w stanie Nebraska w Stanach Zjednoczonych. W roku 2010 liczba mieszkańców wyniosła 13665. Stolicą i największym miastem jest York.

## Geografia
Całkowita powierzchnia wynosi 1490 km² z czego woda stanowi 0,06%.

### Miejscowości
- Henderson
- York

### Wioski
- Benedict
- Bradshaw
- Gresham
- Lushton
- McCool Junction
- Thayer
- Waco